# The Battle Rages On...
| Recensione  | Giudizio |
| ----------- | -------- |
| AllMusic    | [ 2 ]    |
| Blogcritics | (mista)  |

The Battle Rages On... è il quattordicesimo album in studio dei Deep Purple pubblicato nel 1993. È l'ultimo album registrato dalla classica formazione Mark II, che si era riunita per una seconda volta (la prima fu per la registrazione di Perfect Strangers nel 1984) in vista del 25º anniversario. Nonostante fosse stato scelto Mike Di Meo come cantante dopo il licenziamento di Joe Lynn Turner, Ian Gillan alla fine rientrò nella band nel 1992 e lavorò al materiale già scritto, che era stato inizialmente concepito per Joe Lynn Turner e DiMeo.
I litigi tra Gillan e Blackmore riaffiorarono e diventarono sempre più forti, tanto che, a detta dello stesso Gillan, il disco non rappresenta una delle prove più felici del gruppo. Molte delle canzoni erano state preparate quando Turner era ancora in formazione e pertanto Gillan si trovò a lavorare su canzoni scritte per il suo predecessore. Dopo il suo licenziamento, Turner ammise che Ritchie Blackmore si riferiva all'album come "The cattle grazes on" ("Il bestiame continua a pascolare"). Blackmore s'infuriò per via degli elementi non-melodici presenti nel disco ed abbandonò definitivamente dopo uno spettacolo il 17 novembre ad Helsinki. Al suo posto venne ingaggiato temporaneamente il chitarrista americano Joe Satriani. Un pugno di canzoni scritte durante le sessioni di The Battle Rages On... apparirono in seguito nei dischi solisti di Turner con nomi differenti.
Dell'album è stata fatta una deluxe edition. Il primo CD contiene il disco completo senza bonus tracks, mentre il secondo presenta il live Come Hell or High Water che è uscito l'anno dopo The Battle Rages On... e che documenta una data del suo tour promozionale, l'ultima con Ritchie Blackmore alla chitarra.
L'album arriva in quinta posizione in Giappone, in settima in Svizzera, in ottava in Svezia ed in nona in Austria e Norvegia.

## Storia
Il lavoro segna il ritorno al microfono di Ian Gillan, rientrato grazie a Jon Lord, Roger Glover e Ian Paice con enorme disappunto di Ritchie Blackmore che fu costretto dagli altri a mandar via Joe Lynn Turner.
In un'intervista del tempo, Jon Lord racconta la sensazione di "qualcosa di sbagliato" durante la registrazione delle backing tracks dovuta alla voce di Joe Lynn Turner, abituatosi com'era ad immaginare la voce di Gillan durante la composizione degli strumentali. Tuttavia, nessuno della band aveva la forza di cacciarlo dal gruppo. Blackmore, accortosi della scontentezza di Lord e degli altri compagni, propose di cercare un nuovo cantante. Quando Lord propose la cosa a Glover e Paice, entrambi espressero il forte desiderio di riportare Gillan dentro al gruppo. Il problema di Turner, secondo Lord, non stava affatto nelle sue qualità vocali, peraltro "eccellenti", ma nella direzione artistica, inconciliabile con quella della band. "semplicemente non è un cantante da Deep Purple, è un cantante pop, vuole diventare una popstar, che trovi le donne ai suoi piedi non appena lascia il palco, e gli auguro tutta la fortuna del mondo".
In un'intervista del 2003, Joe Lynn Turner dichiarò che l'album era quasi completo e che i testi e le musiche avevano grande potenziali. Secondo il cantante, Blackmore avrebbe cercato di resistere a tenerlo dentro al gruppo. Tuttavia nel giro di poco furono esclusi dalla band sia lui sia Peterik, il produttore. Sull'album disse: "Per com'è venuto il prodotto finale, non penso sia dei loro migliori. Suona di più come qualcosa che avrebbe potuto fare la band di Gillan."
Gillan, al contrario, si espresse in modo più favorevole riguardo al disco: "Potrei dire che questo disco ha una direzione. Certamente, la produzione è un gran passo in avanti rispetto a qualsiasi altra cosa nella quale sia stata coinvolta coi Purple in precedenza. E credo che la produzione dia una piattaforma per le canzoni."
Jon Lord racconta che la scrittura dei testi fu quasi tutta opera del bassista Roger Glover. Inoltre, il tastierista racconta di aver contribuito solo a tre canzoni nella fase compositiva, in quanto il suo ruolo principale rimaneva quello di suonare le tastiere e contribuire agli arrangiamenti. Riguardo al ritorno all'utilizzo di elementi classici nella canzone Anya, Lord racconta che lui e Blackmore scrissero ed arrangiarono l'intro a canzone praticamente fatta per aggiungere "quel qualcosa che mancava".
Blackmore non espresse mai un parere netto nelle rare interviste in cui si espresse sull'album. In un'intervista per Burnnnn, il chitarrista si limitò a dire che "le canzoni suonavano in modo molto diverso con Gillan". Ed aggiunse "[Joe Lynn Turner] voleva farlo in modo molto più pop. Io amo la musica pop, ed ascolto ancora gli ABBA, ma Jon e Ian Paice non sono nella pop-music. Era una strana situazione. A lui piacciono le canzoni pop e sentimentali. Così Ian Gillan ha registrato le tracce vocali sulle canzoni inizialmente fatte con Joe, e laddove Joe le cantava in uno stile pop, Gillan lo fece in una maniera più aggressiva." Nell'intervista, Blackmore disse che il riff della canzone The Battle Rages On era molto simile ad uno utilizzato in precedenza per la canzone "Fire Dance" dei Rainbow e che Lord, dopo aver sentito il riff, sostenne che era perfetto per l'arrangiamento e che "non c'era niente di male a suonare del materiale scritto in precedenza." Alcuni critici osservarono che Blackmore riciclò un altro riff dei Rainbow, quello di L.A. Connection, per la canzone One Man's Meat.
Blackmore inoltre, disse di essersi interessato al produttore Thom Panunzio dopo aver ascoltato la produzione di alcuni pezzi di Joan Jett. Il titolo dell'album venne fuori dopo che Ian Gillan terminò di scrivere i testi della title track. Dopo che Blackmore lo propose al produttore, questi ridendo scherzò sul fatto che il nome riflettesse perfettamente il tipo di relazioni che c'erano all'interno della band. La copertina in parte riprende questo concetto e rappresenta due teste di drago unite in un solo corpo ed in contrasto tra di loro, e sembra rappresentare la contrapposizione tra le due anime preponderanti della band, Gillan e Blackmore.
La copertina del disco mostra le iniziali del gruppo con due teste di drago.

### L'abbandono di Blackmore
In un'intervista per Aardshock, Roger Glover ha raccontato i fatti che seguirono in seguito al concerto di Rotterdam tenutosi nell'ottobre del 1993. Secondo l'intervistatore, Gillan e Blackmore sembravano "ai ferri corti". Il bassista racconta che la collaborazione tra Gillan e Blackmore era un evidente "matrimonio di convenienza", non destinato a durare. Glover raccontò che il comportamento di Blackmore nei confronti di Gillan era scorretto e molto infantile, e che il chitarrista, in modo per nulla professionale, approfittava degli errori del cantante dal vivo per creare dei veri e propri buchi nei pezzi, in modo che il pubblico se ne accorgesse. Glover racconta che l'esibizione di Rotterdam "È stata un'esperienza assolutamente dolorosa per tutti noi." In seguito, Blackmore si rifiutò di partecipare alla parte giapponese del tour, nonostante Glover gli avesse fatto presente il rischio di incorrere in una causa legale da parte del promoter del tour giapponese. Glover raccontò, inoltre che, per tutta risposta, il chitarrista fece a pezzetti il suo visto giapponese davanti al resto della band e licenziò da solo i roadies. La band comunicò subito il problema ed il promoter fece presente che solo un chitarrista di livello internazionale avrebbe potuto salvare la situazione, e venne fuori coi nomi di due chitarristi: Jeff Beck e Joe Satriani. Beck, per quanto onorato, rifiutò l'offerta, mentre Satriani si mostrò disponibile. Glover prenotò uno studio in Giappone e la band iniziò immediatamente le prove. Satriani riuscì a stupire tutti per professionalità e precisione. Glover racconta che Satriani sorprese immediatamente la band fin dalla prima esecuzione del solo di Highway Star. Inoltre, Glover racconta che la presenza di Satriani riuscì a riportare l'entusiasmo ed il piacere di suonare all'interno del gruppo, ormai libero dalle tensioni precedenti. Inoltre, senza la presenza di Blackmore, la band era di nuovo libera di scegliere nuovamente il repertorio, la cui scelta era in precedenza appannaggio del chitarrista. Fino a quel momento, la "mano di ferro" del chitarrista aveva imposto una scaletta sempre identica, che riproponeva, sulla falsariga di Nobody's Perfect, i numeri di successo degli anni '70 accanto a pochi pezzi tratti dall'ultima uscita discografica (principalmente Anya, A Twist In The Tale e The Battle Rages On) e Perfect Strangers. Con l'arrivo di Satriani, la band ritornò dopo molto tempo a riproporre dal vivo pezzi come Fireball, Maybe I'm A Leo, Pitctures of Home, When A Blind Man Cries e Space Truckin', oltre ad un altro numero tratto dall'ultimo album, il blues di Ramshackle Man. In seguito, l'idea di coinvolgere Satriani nell'album successivo fu abbandonata a causa degli impegni contrattuali del chitarrista nei confronti della Sony. Il successivo chitarrista della band divenne Steve Morse, rimasto fino ad oggi in formazione.

## Accoglienza
L'album ottenne recensioni miste. Alcune recensioni descrissero l'album come un ritorno parziale alle vecchie sonorità rispetto agli altri dischi della reunion grazie alla produzione più secca e meno patinata dei dischi degli anni 80 ed elogiano la prestazione di Blackmore. Altre recensioni, invece, vedono il limite intrinseco del disco proprio la mano onnipresente del chitarrista, che fa sì che nel disco, così come nel precedente, si senta ancora troppo il tentativo di avvicinare il suono dei Purple alle sonorità radiofoniche degli ultimi Rainbow, che entra in netto contrasto col lavoro svolto da Gillan su dei pezzi scritti in origine per un altro cantante. Deborah Frost liquidò il disco con dure parole: "Questi mercenari del metal, la cui imitazione dei Vanilla Fudge scalò le classifiche 20 anni fa, arranca attraverso slogan maschilisti e l'organo del pomp-rock di The Battle Rages On, solo per dimostrare una volta per tutte che la loro battaglia è persa."
La recensione di Allmusic scrive: "Tre decadi dopo, la gamma chitarristica di Blackmore è ancora impressionante, considerato che passa dall'arrogante spacconeria di "One Man's Meat" al rapido tocco di dita nell'intro flamenco che dà il via all'epica "Anya". Altrove, "A Twist in the Tale" gioca con la stessa intensità di "Highway Star", mentre la trascinante title-track si annuncia profetica nei confronti del successivo abbandono di Blackmore".
Mike Delano scrive che "5 canzoni su 10 sono dei riempitivi" e che l'album è "più in linea con Fireball, Perfect Strangers e Machine Head del predecessore" ma al tempo stesso scrive che "il vero ritorno dei Deep Purple è avvenuto nel 1996 con Purpendicular".
George Starostin definì l'album "il peggiore di sempre" e critica fortemente la produzione del disco: "È praticamente impossibile seguire ogni singolo strumento - sono tutti mescolati in un casino fangoso, non ispirato e letargico che fa finta di essere "rock'n roll", ma in realtà è solo un pop adulto veramente stupido e stereotipato con un sacco di distorsione aggiunta." Il recensore, inoltre, descrisse il testo di "Anya" come "sdolcinato e senza senso" pur apprezzando il lavoro della band in un'unica canzone, "One Man's Meat" che, a sua detta, "ha il pregio di essere molto più vicino allo stile della band negli album successivi con Morse".

## Tracce
Tutti i pezzi sono stati scritti da Ritchie Blackmore, Ian Gillan e Roger Glover, eccetto laddove indicato.
1. The Battle Rages On – 5:57 (Blackmore, Gillan, Lord, Paice)
2. Lick It Up – 4:00
3. Anya – 6:32 (Blackmore, Gillan, Glover, Lord)
4. Talk About Love – 4:08
5. Time to Kill – 5:51
6. Ramshackle Man – 5:34
7. A Twist in the Tale – 4:17
8. Nasty Piece of Work – 4:37 (Blackmore, Gillan, Glover, Lord)
9. Solitaire – 4:42
10. One Man's Meat – 4:38

## Formazione
- Ian Gillan - voce
- Ritchie Blackmore - chitarra
- Jon Lord - tastiere
- Roger Glover - basso
- Ian Paice - batteria

## Classifiche
| Classifica (1993) | Posizione massima |
| ----------------- | ----------------- |
| Austria           | 9                 |
| Finlandia         | 9                 |
| Germania          | 13                |
| Giappone          | 5                 |
| Norvegia          | 9                 |
| Paesi Bassi       | 39                |
| Regno Unito       | 21                |
| Stati Uniti       | 192               |
| Svezia            | 8                 |
| Svizzera          | 7                 |